# Claire Rushbrook
Claire Rushbrook, née le 25 août 1971 à Hitchin, en Angleterre, est une actrice britannique.

## Filmographie

### Cinéma
- 1996 : Secrets et Mensonges : Roxanne
- 1997 : Under the Skin : Rose Kelly
- 1997 : Spice World, le film : Deborah
- 1999 : Guns 1748 : Lady Estelle
- 2000 : Shiner : Ruth
- 2002 : Hypnotic : Grace
- 2007 : Bob, c'est moi : Barlady
- 2007 : Mary and Mick : Mary
- 2012 : Joint Enterprise : Ellen
- 2019 : Spider-Man: Far From Home : Janice
- 2020 : Ammonite : Eleanor Butters
- 2020 : Enola Holmes : Mme Lane
- 2021 : Ali & Ava de Clio Barnard : Ava

### Télévision
- 1994 : Casualty : une policière (1 épisode)
- 1997 : Turning World : Julia Garnett (3 épisodes)
- 1997 : La Part du diable : Julie Carney (2 épisodes)
- 1999 : Les Allumés : Yolanda (1 épisode)
- 2000 : The Sins : Faith Blackwell (6 épisodes)
- 2001-2002 : Linda Green : Michelle Fenton (10 épisodes)
- 2004 : Family Business : Rachel Brooker (6 épisodes)
- 2004-2005 : Carrie and Barry : Carrie (12 épisodes)
- 2006 : Doctor Who : Ida Scott (2 épisodes)
- 2006 : Afterlife : Jennifer (1 épisode)
- 2007 : Inspecteur Gently : Valerie Lister (1 épisode)
- 2008 : Ashes to Ashes : Trixie Walsh (1 épisode)
- 2008 : Mutual Friends : Leigh Cato (6 épisodes)
- 2009 : Flics toujours : Pamela Scott (1 épisode)
- 2009 : Enid : Dorothy Richards
- 2009 : Collision : Karen Donnelly (4 épisodes)
- 2009-2013 : Retour à Whitechapel : Dr Caroline Llewellyn (17 épisodes)
- 2010 : Miss Marple : Caroline (1 épisode)
- 2011 : The Fades : Meg (6 épisodes)
- 2011 : De grandes espérances : Mme Joe (2 épisodes)
- 2012 : Murder : Ellen Lowell (1 épisode)
- 2013 : The Mill : Mme Timperley (4 épisodes)
- 2013-2015 : Journal d'une ado hors norme : Linda Earl et la mère de Rae (16 épisodes)
- 2015-2016 : A chacun(e) sa guerre : Pat Simms (12 épisodes)
- 2017 : Meurtres au paradis : Un homme à la mer (première partie)  (saison 6 épisode 5) : Rachel Baldwin
- 2017 : Genius : Pauline Einstein (4 épisodes)
- 2017 : Black Mirror : une détective (1 épisode)
- 2018 : Kiri : Julie (3 épisodes)
- 2018 : Requiem : Rose Morgan (6 épisodes)
- 2018 : No Offence : DCI Marilyn Marchant (6 épisodes)
- 2019 : Don't Forget the Driver : Fran (6 épisodes)
- 2019 : Temple : Gloria Wilson (7 épisodes)
- 2024 : Rivals : Lady Monica Baddingham